# Hans Vogel (Parasitologe)
Hans Vogel (* 20. Januar 1900 in Dresden; † 5. April 1980) war ein deutscher Tropenmediziner und Parasitologe. Seine wissenschaftliche Laufbahn verbrachte er überwiegend am Bernhard-Nocht-Institut für Tropenmedizin in Hamburg, dessen Direktor er von 1963 bis 1968 war.

## Laufbahn
Mitte der 1920er Jahre kam Hans Vogel an das Bernhard-Nocht-Institut, wo er alleine an Fragen des Entwicklungszyklus und gemeinsam mit seinem Mitarbeiter Waldemar Minning an Immunologie, Diagnostik und Therapie arbeitete. 1933 wurde er Abteilungsleiter.
Hans Vogel entdeckte 1931 den komplizierten Entwicklungszyklus des Katzenleberegels Opisthorchis felineus, eines Erregers von Lebererkrankungen bei Menschen und Tieren, der Schnecken und Fische als Zwischenwirte und Katzen oder Menschen als Endwirte befällt. Seine Entdeckung und seine nachfolgenden Arbeiten waren maßgebliche Voraussetzungen für die spätere Entwicklung von Bekämpfungsmaßnahmen, auch gegen die Bilharziose.
1934 gelang es Hans Vogel, bei einem Forschungsaufenthalt in China Krabben der Gattung Potamon als Zwischenwirt des Lungenegels Paragonimus westermani zu identifizieren. Bei diesem Aufenthalt in China beobachtete er auch, dass eine Schistosomiasis in den Endemiegebieten bei Jugendlichen schwerer verläuft als bei älteren Patienten. Seine Vermutung war, dass die älteren Patienten eine Immunität erworben hatten. Die Forschungen dauerten fast 20 Jahre und wurden dadurch erschwert, dass der Erreger, der Pärchenegel, einen Entwicklungszyklus mit zweifachem Wirtswechsel durchläuft. Es gelang Nocht, 1937 in der chinesischen Provinz Zhejiang Schnecken der Art Oncomelania hupensis zu sammeln und diese Zwischenwirte in Hamburg dauernd zu züchten. Auf diese Weise konnte der Lebenszyklus der Schistosomen im Labor über Jahrzehnte aufrechterhalten werden. 1950 konnte Vogel nach 12-jähriger Arbeit nachweisen, dass Rhesusaffen gegen einen Befall mit Schistosoma japonicum immunisiert werden können.
In seiner weiteren Karriere erforschte und beschrieb er in den 1950er Jahren den Lebenszyklus und die Ätiologie des Fuchsbandwurms (Echinococcus multilocularis), des Erregers der alveolären Echinokokkose. Angeregt durch die Erkenntnisse der amerikanischen Forscherkollegen Robert L. Rausch und Everett L. Schiller, die auf Inseln in Alaska einen Zusammenhang zwischen dem gehäuften Auftreten des Fuchsbandwurms und Erkrankungen von Eskimos an alveolärer Echinokokkose feststellten, führte er von 1954 bis 1957 Forschungen in Süddeutschland durch. Er fand erwachsene Fuchsbandwürmer in Füchsen und gehäuft alveoläre Zysten in Wühlmäusen. Durch Fütterungsexperimente konnte er den Entwicklungszyklus des Parasiten nachweisen und belegen, dass die alveoläre Echinokokkose des Menschen von einem anderen Erreger als die zystische Echinokokkose hervorgerufen wird. Die über fast ein Jahrhundert in der Parasitologie vertretene Auffassung, beide Krankheiten würden vom Dreigliedrigen Hundebandwurm verursacht, war widerlegt.
1961 unternahm Vogel mit dem Direktor des Bernhard-Nocht-Instituts, Ernst Georg Nauck, und seinem Kollegen Hans-Harald Schumacher eine Erkundungsreise nach Kamerun und in den Sudan, um dort einen Standort für die vom Bernhard-Nocht-Institut geplante Forschungsstation in den Tropen zu finden.
Nachdem Nauck in den Ruhestand getreten war, wurde Hans Vogel 1963 Direktor des Bernhard-Nocht-Instituts für Schiffs- und Tropenkrankheiten in Hamburg und übernahm den damit verbundenen Lehrstuhl. In seine Amtszeit fielen die Planung und der Bau der im Januar 1968 eröffneten Forschungsstation in Bong Town, Liberia. Darüber hinaus wurde 1968 der Wiederaufbau des im Zweiten Weltkrieg zerstörten Kliniktrakts des Instituts abgeschlossen. Im selben Jahr übergab Vogel sein Amt an seinen Nachfolger Hans-Harald Schumacher. Die Einrichtung der 1971 eröffneten Abteilung für Biochemie wurde noch von Vogel in die Wege geleitet.
Hans Vogel wurde 1973 mit der Mary-Kingsley-Medaille der Liverpool School of Tropical Medicine ausgezeichnet. Der Bandwurm Echinococcus vogeli, ein Erreger der in Südamerika endemischen polyzystischen Echinokokkose, wurde nach ihm benannt. Er erhielt die Bernhard-Nocht-Medaille.

## Schriften
- Hans Vogel: Der Entwicklungszyklus von Opisthorchis felineus (Riv.) nebst Bemerkungen über Systematik und Epidemiologie. In: Zoologica, Band 33, 1934, S. 1–103, ISSN 0044-5088.
- Hans Vogel: China ohne Maske. 20000 km mit der schweizerischen Filmexpedition. Mit 120 photographischen Aufnahmen auf 80 Kunstdrucktafeln. Albert Müller, Zürich, Leipzig 1937, 178 S.
- Hans Vogel, Waldemar Minning: Über die erworbene Resistenz von Macacus rhesus gegenüber Schistosoma japonicum. In: Zeitschrift für Tropenmedizin und Parasitologie, Band 4, 1953, S. 418–505, ISSN 0044-359X.
- Hans Vogel: Über den Entwicklungszyklus und die Artzugehörigkeit des europäischen Alveolarechinococcus. In: Deutsche Medizinische Wochenschrift, Band 80, 1955, S. 931–932, ISSN 0012-0472.
- Hans Vogel: Über den Echinococcus multilocularis Süddeutschlands I. Das Bandwurmstadium von Stämmen menschlicher und tierischer Herkunft (Echinococcus multilocularis in South Germany. I. The tapeworm stage of strains from humans and animals). In: Zeitschrift für Tropenmedizin und Parasitologie, Band 8, 1957, S. 404–454, ISSN 0044-359X.